# Príncipe de Carignano

Brasão de armas dos Príncipes de Carignano

Príncipe de Carignano foi um título criado em 1620 pelo duque Carlos Emanuel I de Saboia para seu filho mais novo, Tomás Francisco. O título fazia referência a comuna de Carignano.

## Príncipes de Carignano
1. 1620–1656: Tomás Francisco (1595 – 1656)
2. 1656–1709: Emanuel Felisberto (1628 – 1709)
3. 1709–1741: Vítor Amadeu I (1690 – 1741)
4. 1741–1778: Luís Vítor (1721 – 1778)
5. 1778–1780: Vítor Amadeu II (1743 – 1780)
6. 1780–1800: Carlos Emanuel (1770 – 1800)
7. 1800–1831: Carlos Alberto (1798 – 1849)

## Fonte
- Este artigo foi inicialmente traduzido, total ou parcialmente, do artigo da Wikipédia em alemão cujo título é «Fürst von Carignan», especificamente desta versão.